# Глухівські статті
Глу́хівські статті́ 1669 — договір, підписаний 16 березня 1669 у місті Глухові між гетьманом Лівобережної України Дем'яном Многогрішним і московським урядом.

## Передумови
Наростання національно-визвольної боротьби в Україні, політика гетьмана Правобережної України Петра Дорошенка і позиція Дем'яна Многогрішного змусили московський уряд скасувати умови Московських статей 1665 року і піти на поступки при укладанні Глухівських статей, які складалися з 29 пунктів. Договір декларував права України на основі Березневих статей 1654 року.

## Статті
Згідно з Глухівськими статтями:
- московські воєводи залишились лише в п'ятьох містах — Києві, Переяславі, Чернігові, Ніжині і Острі, де вони не мали права втручатись у справи місцевої адміністрації;
- козацький реєстр встановлювався в розмірі 30 тис. осіб;
- гетьман мав право утримувати 1 тис. осіб найманого війська;
- податки збирались винятково козацькою старшиною;
- одночасно гетьману заборонялось вступати у відносини з іноземними державами;
- значно обмежувався перехід селян у козацтво.

Глухівські статті в цілому були спрямовані на обмеження державних прав України московським урядом. Але порівняно з Московськими статтями Глухівські надавали більше прав та свобод.